# Bian (Mao)
Kaiserin Bian (chinesisch 卞皇后, Geburtsname unbekannt) war eine Kaiserin der Wei-Dynastie zur Zeit der Drei Reiche. Sie war die Gemahlin des dritten Wei-Kaisers Cao Mao.
Bians Vater Bian Long war ein Enkel von Bian Bing, einem Schwager von Cao Cao und Bruder der Kaiserinmutter Bian. Cao Mao heiratete Bian im Jahre 255, als er 14 Jahre alt war. Ihr damaliges Alter ist nicht bekannt. Über ihr weiteres Leben gibt es keine Aufzeichnungen, da ihr Gemahl unter der festen Kontrolle von Sima Shi und Sima Zhao stand. Ihr Schicksal nach Cao Maos misslungenem Staatsstreich gegen die Sima-Familie und Tod ist gleichfalls unbekannt.
| Vorgänger | Amt                                 | Nachfolger |
| --------- | ----------------------------------- | ---------- |
| Wang      | Kaiserin von China (Norden) 255–260 | Bian       |

| Personendaten    | Personendaten                         |
| ---------------- | ------------------------------------- |
| NAME             | Bian                                  |
| ALTERNATIVNAMEN  | 卞皇后 (chinesisch)                   |
| KURZBESCHREIBUNG | chinesische Kaiserin der Wei-Dynastie |
| GEBURTSDATUM     | 3. Jahrhundert                        |
| GEBURTSORT       | Kaiserreich China                     |
| STERBEDATUM      | 3. Jahrhundert                        |
| STERBEORT        | Kaiserreich China                     |